# Paul Barnickel

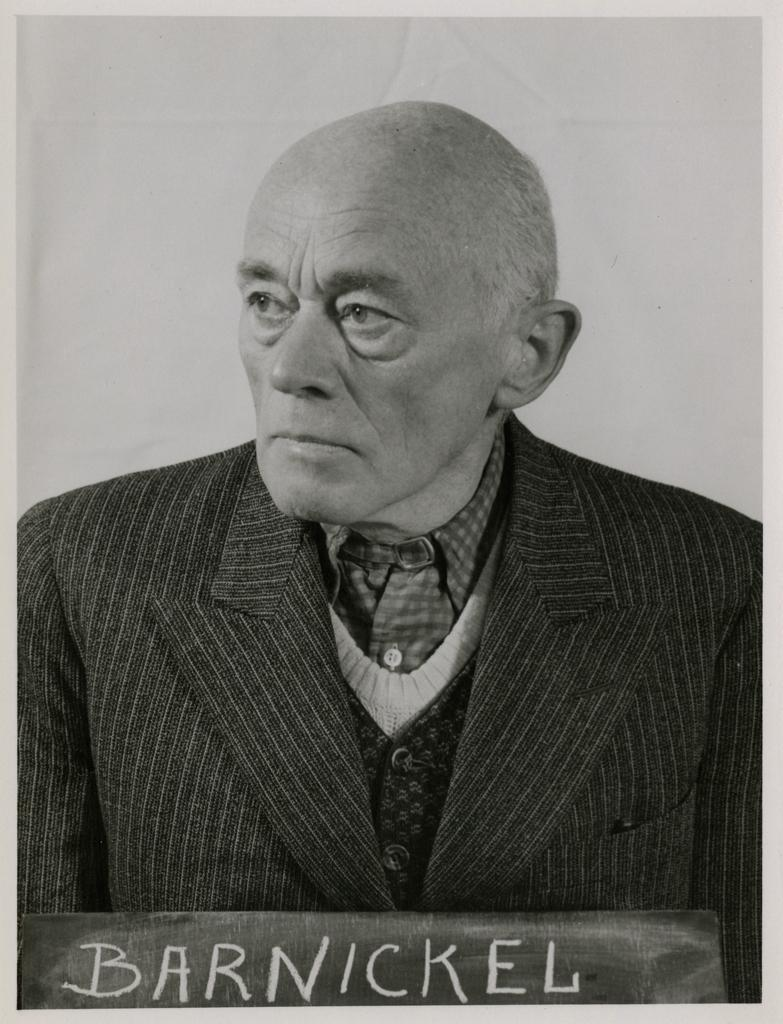
Paul Barnickel während der Nürnberger Prozesse (1946/1947)

Paul Barnickel (* 4. Mai 1885 in Augsburg; † 4. Juni 1966 in München) war Reichsanwalt beim Volksgerichtshof in Berlin und beim Reichsgericht in Leipzig.

## Biografie
Barnickel, Jurist, wurde 1929 Staatsanwalt in München. Seit dem Studium war er Mitglied der Studentenverbindung Akademischer Gesangverein München im SV. Zum 1. Mai 1933 trat er der NSDAP bei (Mitgliedsnummer 1.722.312). 1934 wurde er als Oberstaatsanwalt Leiter der Staatsanwaltschaft München II. Umstritten war seine prompte Einstellung eines Ermittlungsverfahrens bei drei Todes- oder Mordfällen von Häftlingen im Konzentrationslager Dachau im September 1934. In den späten 1930er Jahren war er Landgericht-Beisitzer des Sondergerichts München.
1938 wurde er auf Vorschlag vom Stab des Stellvertreters des Führers Reichsanwalt beim Oberreichsanwalt am Volksgerichtshof in Berlin und leitete eine von fünf Abteilungen. „Barnickel war der dritthöchste Beamte in der Reichsanwaltschaft.“ Dieses Amt hatte er bis 1944 inne. Im Dezember 1944 wechselte er als Reichsanwalt zum Reichsgericht in Leipzig. 1943 trat er in die SA ein und hatte dort den Rang eines Sturmführers.
Im Nürnberger Juristenprozess gegen 16 hohe Justizbeamte und Richter des NS-Regimes wurde er am 14. Dezember 1947 freigesprochen, wobei er in dem Text der Urteilsbegründung von 1948 als schuldig erklärt wird, im offiziellen Text von 1951 heißt es dagegen: „Die Beweisaufnahme hat das Gericht über begründete Zweifel hinaus nicht von der Schuld des Angeklagten Barnickel überzeugt. Er wird deshalb in allen Punkten freigesprochen.“ Sein Verteidiger war Edmund Tipp.
Bis zu seinem Tode 1966 war er als Rechtsanwalt in München tätig.